# Joseph Dabert
Joseph Dabert, né Nicolas Joseph Dabert le 18 septembre 1811 à Henrichemont et mort le 28 février 1901, est un ecclésiastique catholique français. Il est évêque de Périgueux de 1863 à sa mort.

## Distinction
- Chevalier de la Légion d'honneur (11 aout 1866)[1]